# Ґовіно
Ґовíно (пол. Gowino) — село в Польщі, у ґміні Вейгерово Вейгеровського повіту Поморського воєводства.